# Ortenberg (Naturschutzgebiet)
Das Gebiet Ortenberg wurde mit Verordnung vom 16. Januar 2001 durch das Regierungspräsidium Freiburg als Naturschutzgebiet und durch die Forstdirektion Freiburg als Schonwald ausgewiesen. Es liegt auf dem Gebiet der Gemeinden Deilingen im Landkreis Tuttlingen und Ratshausen im Zollernalbkreis in Baden-Württemberg.

## Lage
Das Naturschutzgebiet Ortenberg liegt unmittelbar nordöstlich von Deilingen am linken Talhang des Schlichemtals. Es gehört zum Naturraum Hohe Schwabenalb.

## Schutzzweck
Wesentlicher Schutzzweck des Naturschutzgebietes ist laut Schutzgebietsverordnung „die Erhaltung und Entwicklung des Gebietes als ein für das Traufgebiet der Hohen Schwabenalb repräsentativer Hangabschnitt mit Mergelrutschhalden, Felsbildungen, reliktischen Pflanzengesellschaften und wertvollen Waldgesellschaften; als Lebensraum für eine Vielzahl seltener, überwiegend alpigener, z. T. stark gefährdeter Pflanzenarten, sowie seltener Tierarten mit teilweise nicht genutzten, im Übrigen oft nur extensiv bewirtschafteten, reich strukturierten Wäldern und reliktischen Wildgrasfluren.“
Schutzzweck des Schonwaldes ist es, „die standortgerechten Fichten-Tannen-Buchenwälder unter besonderer Berücksichtigung der seltenen und erhaltenswerten Bodenflora zu pflegen und zu verjüngen sowie Fichtenbestände mit Ausnahme des Fichten-Blockwaldes langfristig in naturnahe Mischbestände zu überführen; die Waldgersten-Tannen-Buchenwälder, die Linden-Ulmen-Ahornwälder sowie die Winkelseggen-Grauerlenwälder und das bestehende Eibenvorkommen langfristig in ihrem Bestand zu sichern und die Waldbiotope 7818:0030 - 0037 und 0094 in ihrem Bestand langfristig zu sichern.“

## Landschaftscharakter
Der Nordhang des Ortenbergs ist dicht bewaldet. Es kommen verschiedene Waldformationen vom Erlen- und Erlen-Eschenwald bis zum Fichtenwald vor. Auch Blockhalden und Felsformationen kommen im Gebiet vor. Im Zentrum befindet sich zwei ehemalige Steinbrücke, wobei der östliche noch waldfrei ist.

## Zusammenhängende Schutzgebiete
Das Naturschutzgebiet Ortenberg überschneidet liegt größtenteils im FFH-Gebiet Großer Heuberg und Donautal und vollständig im Vogelschutzgebiet Südwestalb und Oberes Donautal. Im Osten schließt das Landschaftsschutzgebiet Großer Heuberg und im Süden das Landschaftsschutzgebiet Landschaftsteile auf den Gemarkungen Deilingen und Wehingen an. Das Naturschutzgebiet liegt außerdem im Naturpark Obere Donau.